# Aeroportul Ketchikan
Aeroportul Ketchikan (IATA: KTN, ICAO: PAKT, FAA LID: KTN) este un aeroport din Alaska, Statele Unite ale Americii ce deservește zona Ketchikan⁠(d). Aeroportul a fost tranzitat în 2019 de 274.180 de pasageri. A fost numit după zona deservită.
Situat la o altitudine de 28 m, aeroportul dispune de 1 pistă. Este operat de Alaska Department of Transportation & Public Facilities⁠(d).

## Infrastructură

### Piste
Aeroportul dispune de o singură pistă. Pista 11/29 are suprafața de asfalt și dimensiunile 7.500 picioare × 150 picioare. 